# كارين وين
كارين وين (بالإنجليزية: Karen Wynn) هي عالمة نفس أمريكية، ولدت في 18 ديسمبر 1962 في أوستن في الولايات المتحدة.